# Gelasine
Gelasine é um género botânico pertencente à família Iridaceae.